# Surama

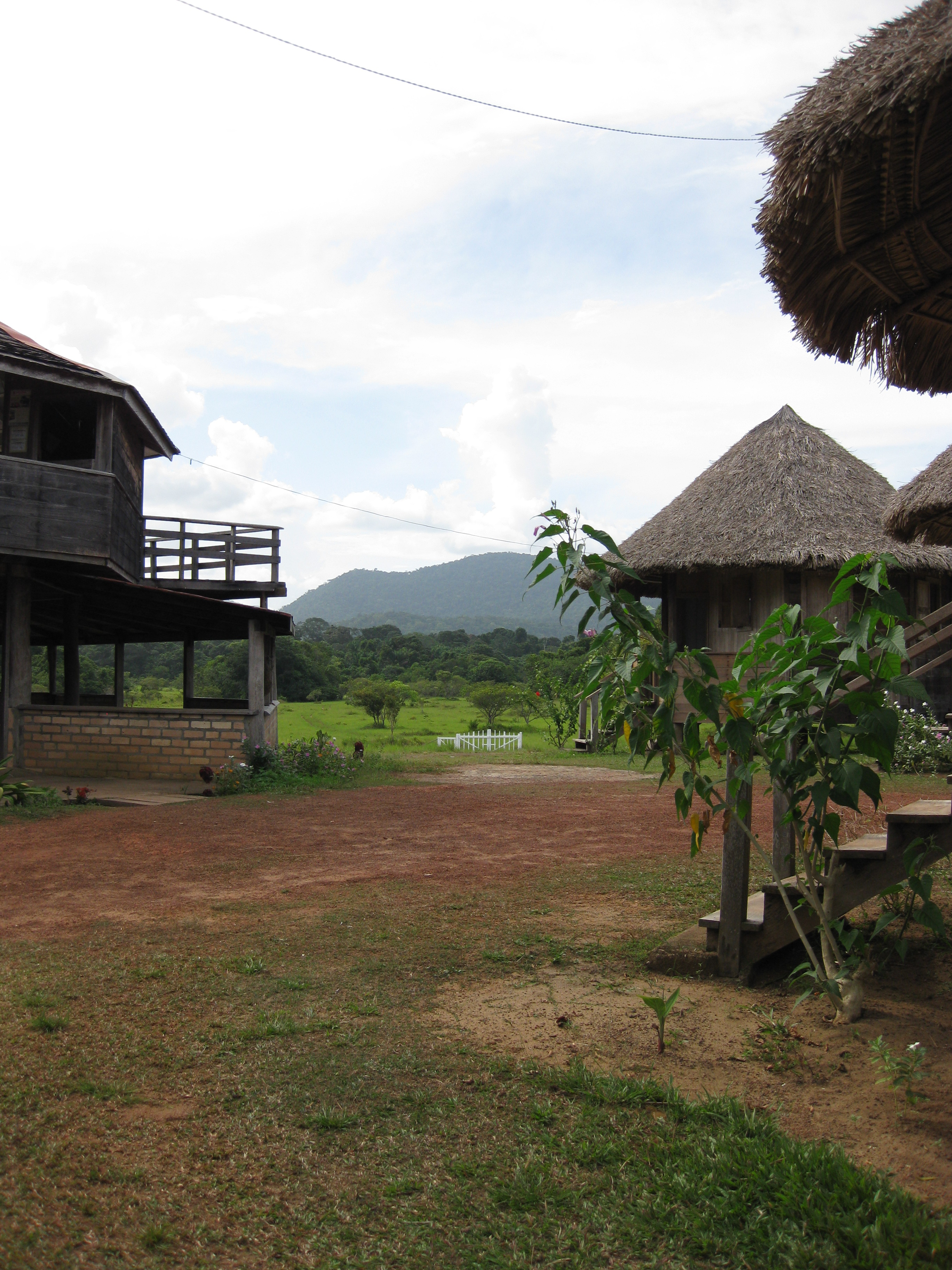
Surama (Eko-turistika)

Surama je vesnice v jihoamerické Guyaně obývaná indiány z kmene Macushi. Tamní populace čítá přibližně 230 obyvatel.

## Historie
Historie vesnice je dlouholetá. Nová moderní vesnice byla založena v roce 1970 dvěma bratry Fredem a Teoem Allicockem. Ekonomický příjem osady je převážně z ekoturistiky